# Église Saint-Pierre de Corbais
L'église Saint-Pierre est une église catholique de style classique du XVIIIe siècle située à Corbais, village de la commune belge de Mont-Saint-Guibert, en Brabant wallon.

## Historique
L'église actuelle est édifiée en style classique en 1771-1773 par l'architecte Jamotte, chanoine du Chapitre de Nivelles,,,,. La clé d'arc du portail affiche le millésime 1773.
L'édifice est transformé en 1836-1837 par l'architecte provincial Antoine Moreau, qui exhausse la voûte, ajoute les collatéraux et fait placer un pavement noir et blanc,,,,.
Sans être classée, l'église n'en figure pas moins à l'Inventaire du patrimoine culturel immobilier de la Région wallonne sous la référence 25068-INV-0001-02.

## Architecture

### Architecture extérieure

#### Matériaux
L'église, couverte d'ardoises, est édifiée en briques rouges, avec un soubassement de moellons blancs de calcaire gréseux, assemblés en appareil irrégulier.
La pierre bleue (petit granit) est utilisée pour le portail et l'encadrement des baies.

#### Le clocher
Le clocher, surmonté d'une flèche octogonale d'ardoises, présente un soubassement de moellons blancs et des chaînages d'angle constitués de blocs de pierre bleue.
Chacun des quatre niveaux de la face occidentale du clocher est orné d'une baie de style classique :
- un portail (voir ci-dessous) ;
- une fenêtre d'orgue, à environ un mètre au-dessus du portail, dont les piédroits à deux harpes supportent un arc en plein cintre à clé trapézoïdale sous double rouleau de brique[4] ;
- une petite fenêtre cintrée ;
- une baie campanaire à abat-son, répétée à la même hauteur sur chaque face de la tour carrée[4].

Le dernier étage porte une horloge à cadran noir et chiffres dorés sur trois des quatre faces.
Chacun des niveaux porte des ancres de façade, en forme de X aux niveaux supérieurs, et en forme de Y ou de I aux niveaux supérieurs.
Le clocher est flanqué de chaque côté d'une annexe arrondie édifiée, comme le clocher, en briques sur soubassement de moellons blancs, et percée d'un baie cintrée à encadrement de pierre bleue et clé d'arc, sans harpes contrairement aux autres fenêtres de l'édifice.
|  |  |  |  |

#### Le portail

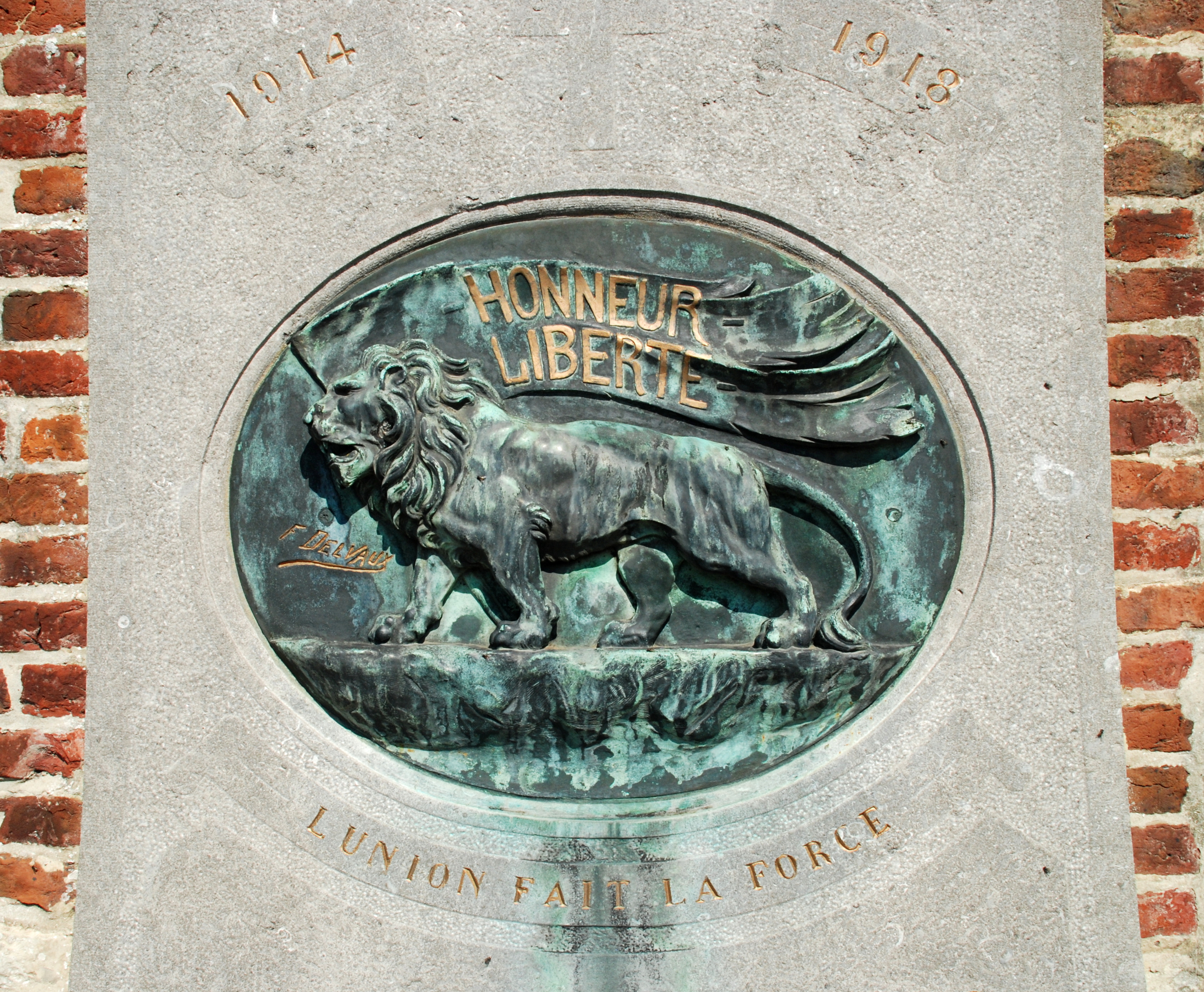
Le bas-relief en bronze.

Au rez-de-chaussée, la tour est percée d'un portail en pierre bleue à impostes et clé d'arc saillantes, à encadrement mouluré, écoinçons en léger relief et baie en demi-lune au motif rayonnant, avec le millésime 1773 gravé sur la clé d'arc,.
Ce portail est flanqué de deux pierre commémoratives.
La dalle située à gauche du portail rend hommage aux militaires du Commonwealth décédés à Corbais le 30 juillet 1942 : les sergents Barrett, Kirkwood, Twining et Williams de la Royal Air Force, Carroll de la Royal Canadian Air Force et Stone de la Royal New Zealand Air Force.
La dalle située à gauche du portail évoque le souvenir des morts de la Première Guerre mondiale, le soldat Émile Léonard et le sous-lieutenant Émile Fabry, morts respectivement à Dixmude en 1914 et à Zaren en 1918. Elle est ornée d'un bas-relief en bronze signé F. Delvaux représentant un lion et un étendard portant les mots Honneur et Liberté inscrits en lettres d'or. Sous le bas-relief est gravée la devise de la Belgique : L'union fait la force.
|  |  |  |  |

#### Les façades latérales

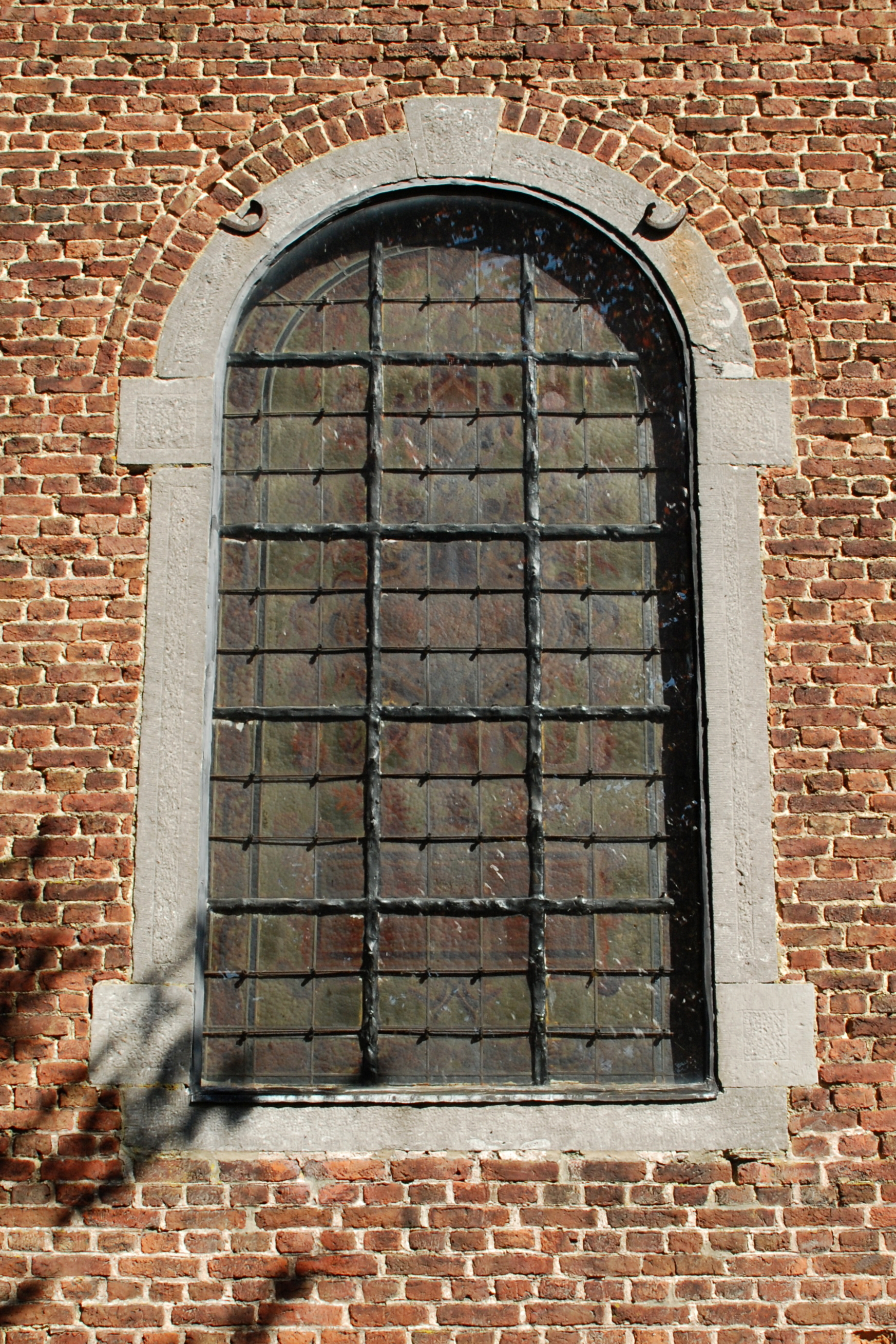
Fenêtre de la façade méridionale.

Les façades latérales de la nef classique sont masquées par les collatéraux, dont la toiture prolonge celle de la nef.
Ces collatéraux présentent chacun trois façades, sans chaînages d'angle : deux petites façades aveugles, à l'est et à l'ouest, et une longue façade percée de trois grandes fenêtres de style classique dont l'encadrement de pierre bleue est constitué de piédroits à deux harpes supportant un arc en plein cintre à clé trapézoïdale sous double rouleau de brique.
Ces façades latérales présentent un soubassement en moellons de grès blanc et sont ornées de nombreuses plaques funéraires, vestiges de l'ancien cimetière paroissial (voir plus loin).

#### Le chevet et la sacristie
Le chevet, haut et plus étroit que les nefs, est composé de deux travées de chœur et d'un chevet plat aux angles coupés, sans chaînages d'angle. Les deux travées de chœur sont percées de fenêtres classiques, en tous points semblables à celles des collatéraux.
Le chevet est flanqué d'une petite sacristie basse au sud réalisée dans les mêmes matériaux et percée d'une petite fenêtre carrée à encadrement de pierre bleue.

## L'ancien cimetière paroissial
Le cimetière paroissial qui entourait jadis l'église est aujourd'hui désaffecté : il a été aménagé en jardin lapidaire en 1993 et reclôturé d'un muret.
Plusieurs dalles funéraires des XVIe au  XVIIIe siècle provenant de l'église antérieure à 1773 ont été conservées et scellées dans les murs extérieurs de l'église : il s'agit notamment de celles des seigneurs de Pinchart et des curés de la paroisse.

### La dalle funéraire de Jan de Pinchart

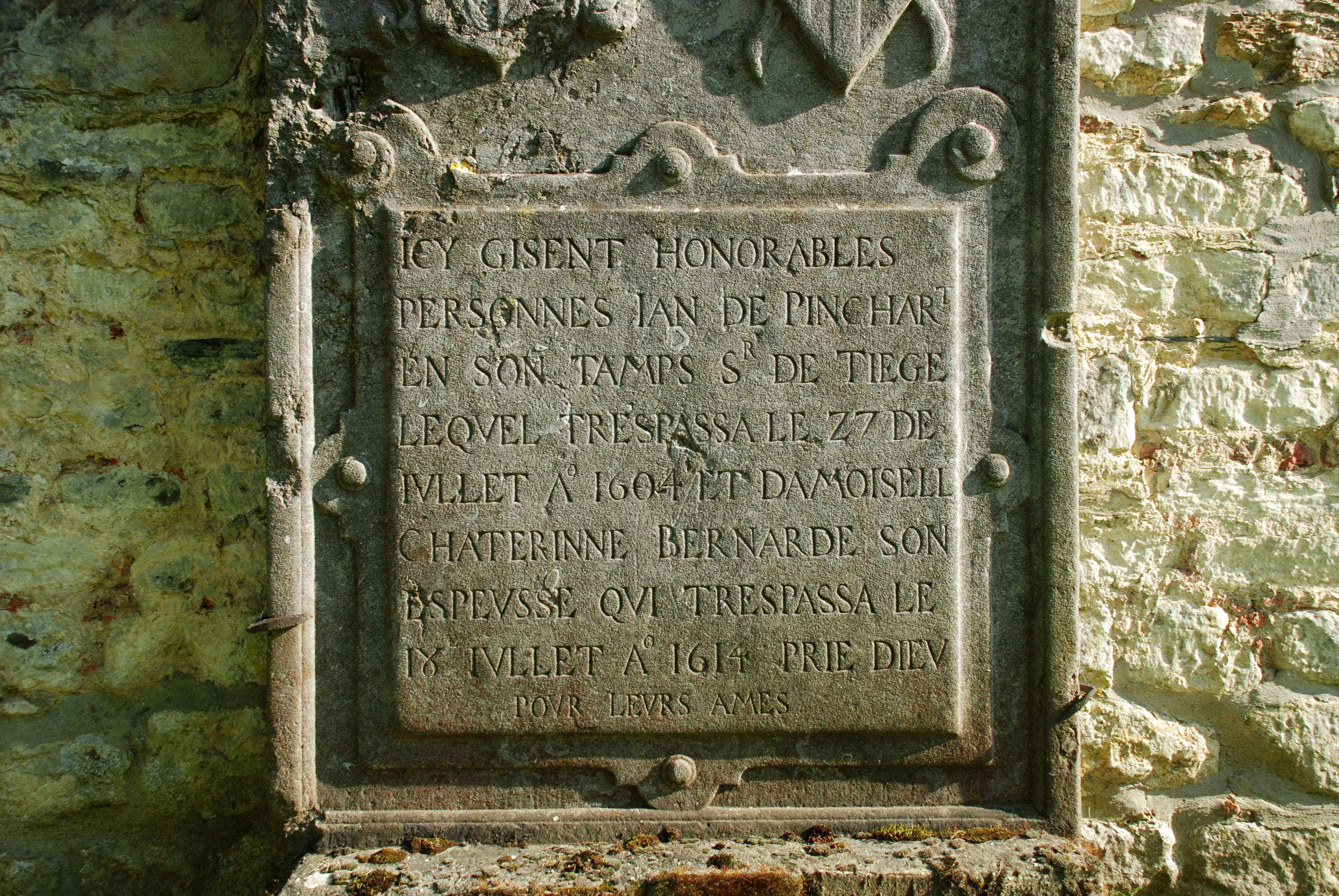
L'épitaphe.

Fixée contre la façade nord de l'église se dresse la dalle funéraire de Jan de Pinchart. Abîmée au niveau de son encadrement, cette dalle de pierre bleue est cependant assez bien conservée au niveau des armoiries et de l'épitaphe. La dalle de ce seigneur et de son épouse est ornée de leurs blasons respectifs. Le blason de Jan de Pinchart, à gauche, est composé d'un heaume, d'un cimier et de lambrequins surmontant un écu comportant quatre quartiers, dont deux sont ornés de pattes de coq et deux de maillets. L'écu de son épouse présente une forme de losange et est frappé de 4 croix.
L'épitaphe gravée dans la pierre mentionne Jan de Pinchart, seigneur de Tiège décédé en 1604, et son épouse décédée en 1614 :

« icy gisent honorables

personnes Jan de Pinchart

en son tamps sr de Tiège

lequel trespassa le 27 de

juillet ao 1604 et damoisell

chaterinne bernarde son

espeusse qui Trespassa le

18 juillet ao 1614 prie dieu

pour leur ames »

|  |  |  |

### La dalle funéraire de Pierre de Pinchart

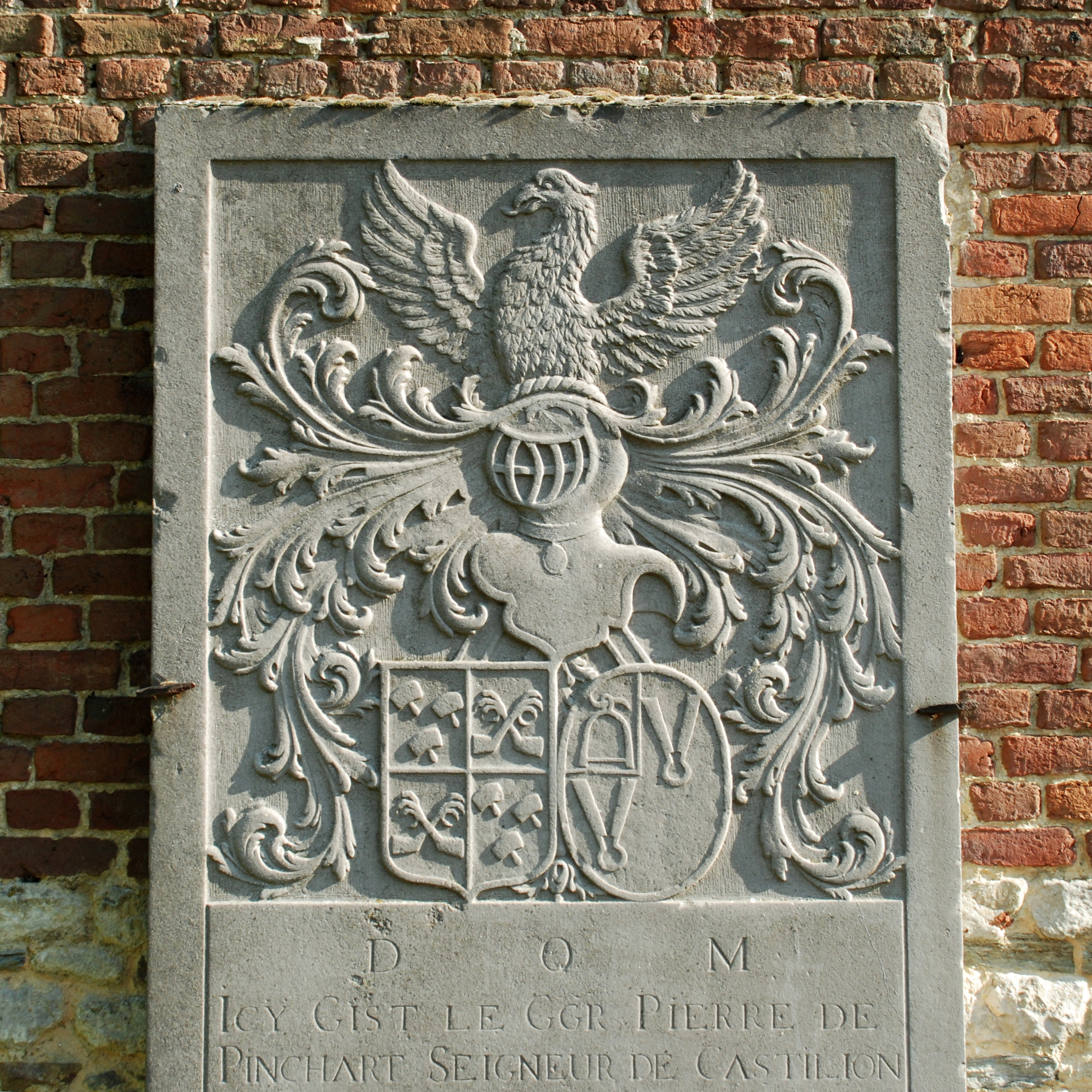
Le blason de Pierre de Pinchart : écus, heaume, cimier et lambrequins.

La plus belle dalle, remarquablement conservée et fixée elle aussi contre la façade nord de l'église, est celle de Pierre de Pinchart et de son épouse. La dalle est ornée d'un blason, composé de deux écus, d'un heaume, d'un cimier en forme d'aigle et de lambrequins. L'écu de Pierre de Pinchart, à gauche, comporte quatre quartiers dont deux sont ornés de pattes de coq et deux de maillets, comme l'écu de Jan de Pinchart. L'écu de son épouse présente une forme ovale et est orné d'un étrier.
L'épitaphe gravée dans la pierre mentionne Pierre de Pinchart, seigneur de Castilion décédé en 1663, et son épouse Marguerite de Fontigny, décédée en 1663, :

« Icy Gist le Ggr Pierre de

Pinchart Seigneur de Castilion

mort le 18 avril 1663

et Dame Marguerite de

Fontigny son espouse décédée

le 9 aoust 1683 »

|  |  |  |

### La dalle funéraire de Franchois Pincart
Plusieurs autres dalles sont fixées contre la façade méridionale de l'église, en moins bon état de conservation que celles de Jan et Pierre de Pinchart.
L'une d'elles est celle de Franchois Pincart qui appartient très certainement à la même famille car son écu est identique, divisé en quatre quartiers ornés de pattes de coq et de maillets. Les quartiers sont cependant disposés dans un ordre différents.
L'inscription consacrée à sa mémoire est cependant illisible.
|  |  |

### La dalle funéraire d'un seigneur inconnu

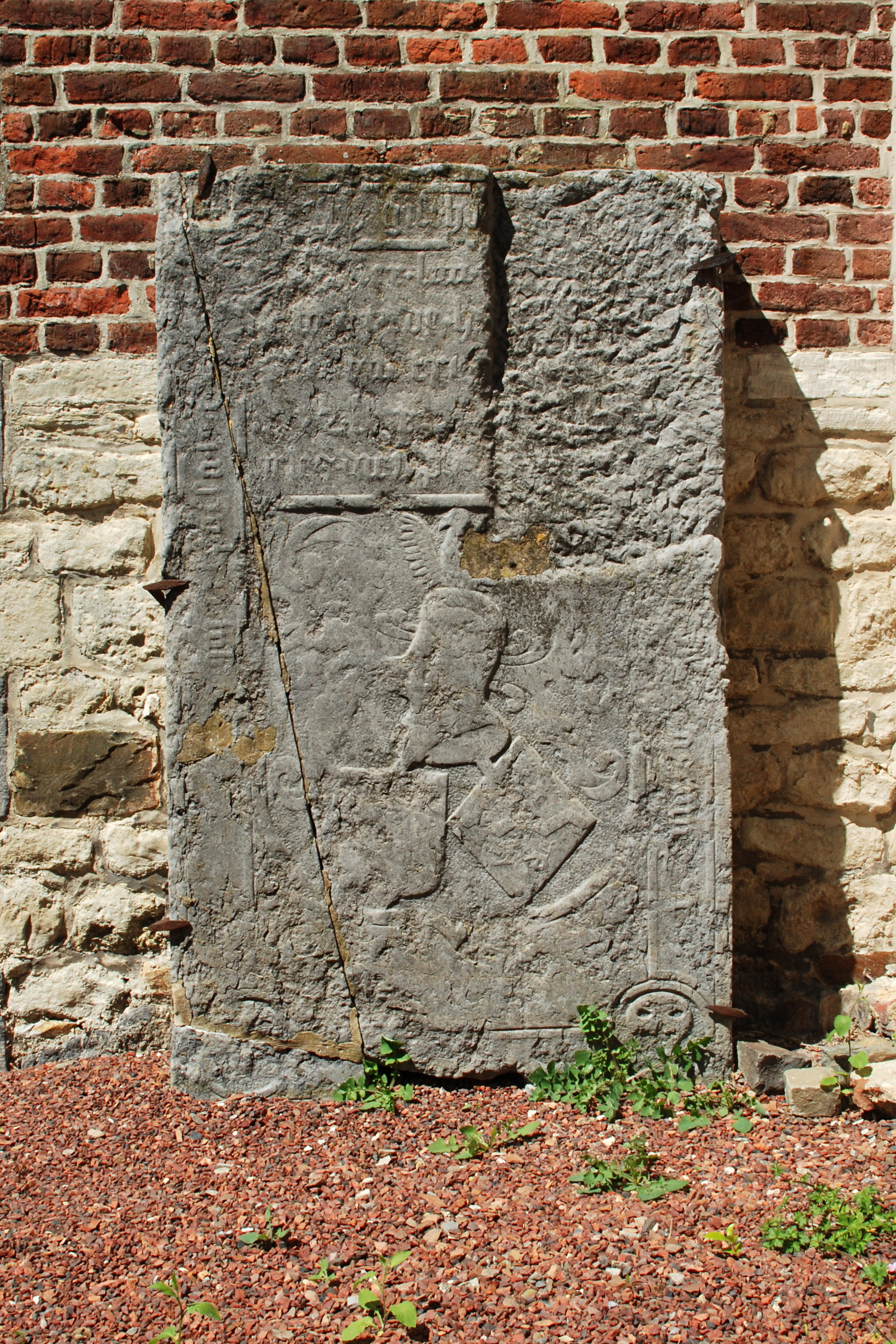
La dalle funéraire d'un seigneur inconnu.

Fixée contre le côté sud (côté droit) de la base de la tour, on trouve une quatrième pierre de type médiéval, assez semblable aux trois précédentes. Fort abîmée, elle montre encore un heaume, un cimier en forme d'aigle et des lambrequins surmontant deux écus, un écu de forme habituelle et un écu en forme de losange.
Il s'agit donc de la dalle funéraire d'un seigneur de Corbais et de son épouse, qui pourraient peut-être appartenir à la famille de Pinchart comme les trois seigneurs ci-dessus.
Très peu lisible, elle présente au contraire des trois dalles précitées, de nombreuses inscriptions en lettres gothiques disposées sur les côtés et au-dessus des armoiries.

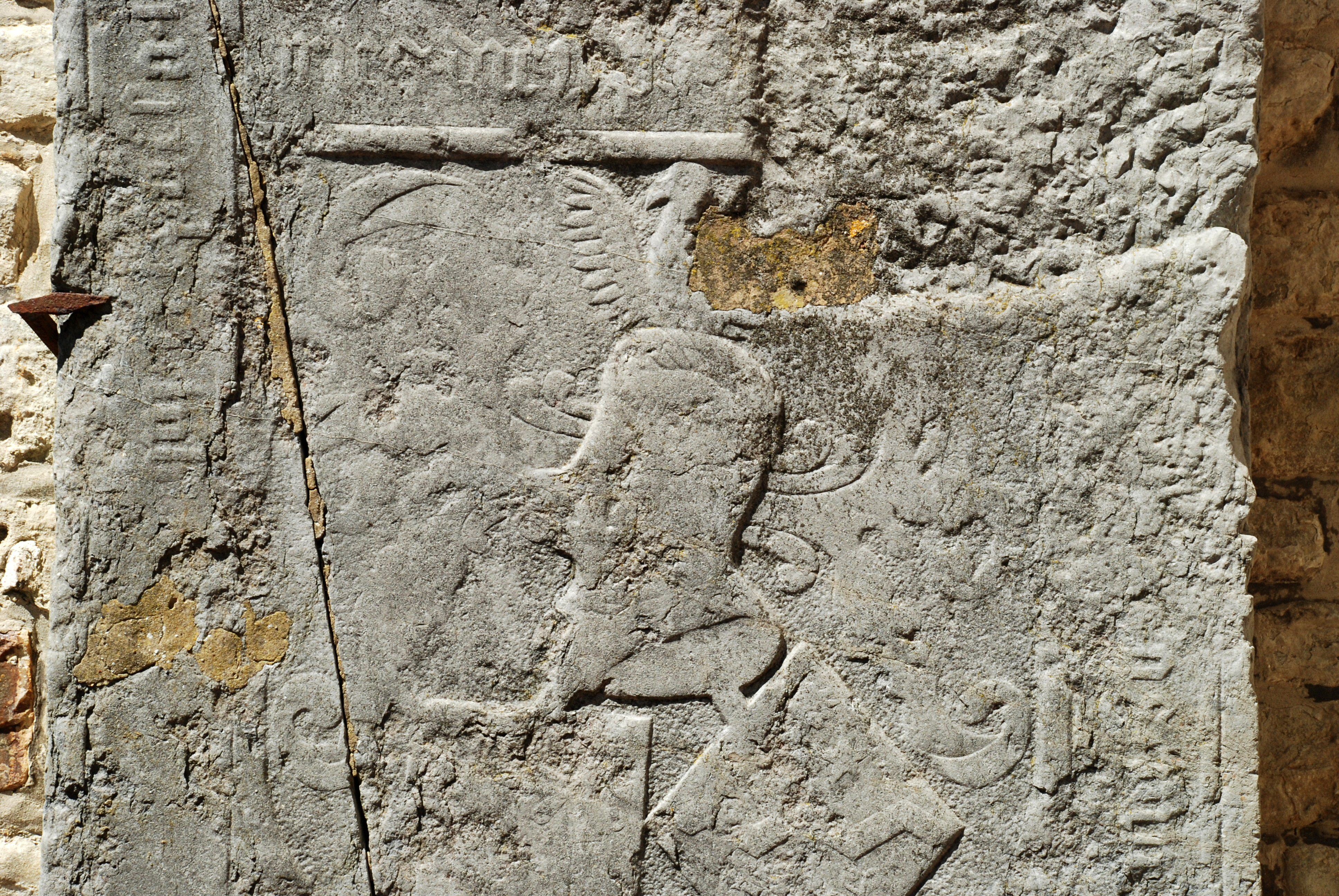
Heaume, cimier, lambrequins et écus.

### La dalle funéraire du curé Michel Brion

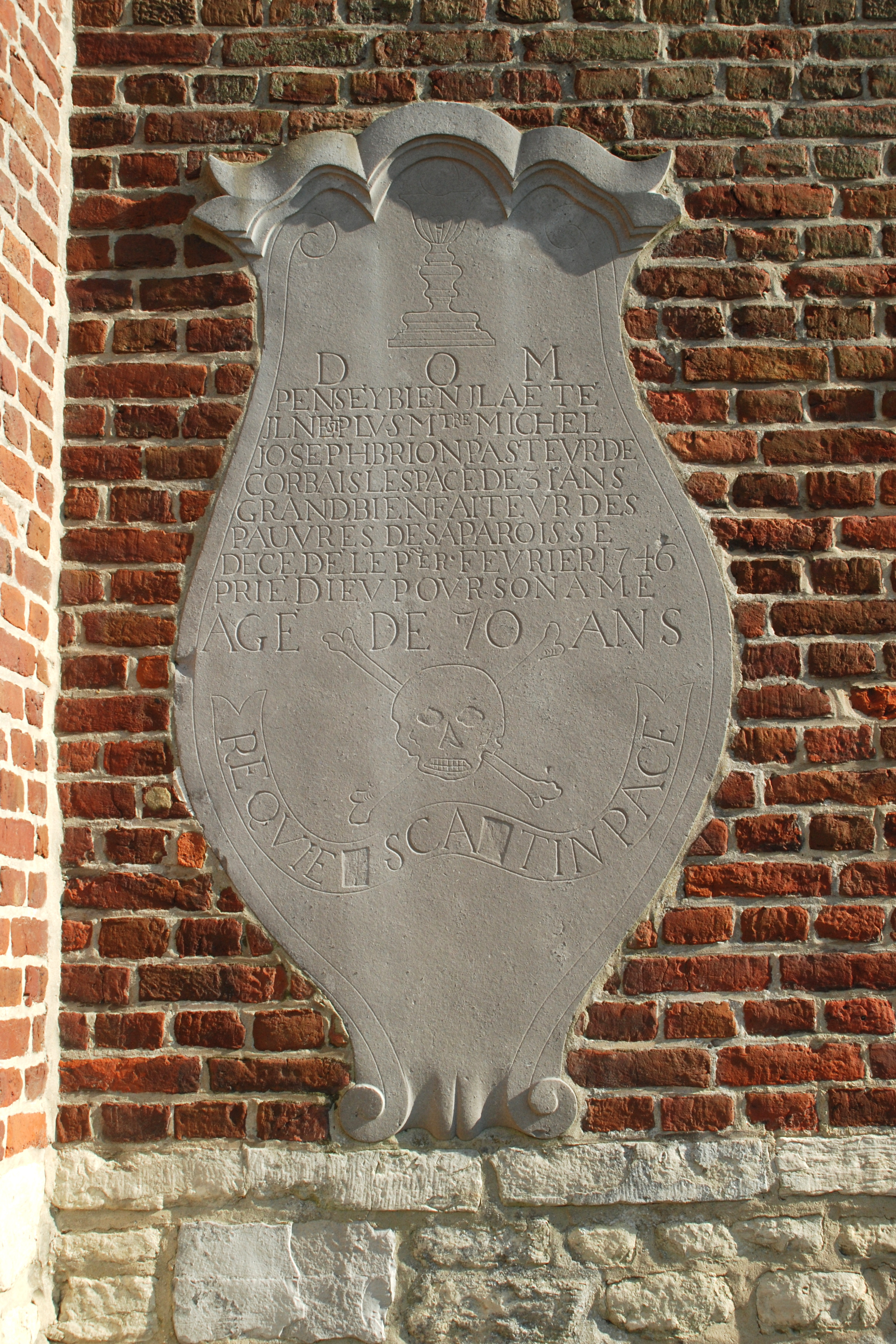
La dalle funéraire du curé Michel Brion.

Scellée dans la brique sur le côté nord (côté gauche) de la tour, une pierre plus tardive au contour plus élaboré est celle de Michel Joseph Brion, curé de la paroisse de Corbais pendant 31 ans, décédé le premier février 1746 à l'âge de 70 ans.
L'épitaphe est sommée d'un calice et surmonte une tête de mort. Des retouches ont été faites dans la phrase Requiescat in Pace pour effacer deux lettres erronées (on aperçoit encore le N de Requiescant).

« pense y bien

il a été il n'est plus

maître michel joseph brion

pasteur de corbais

l'espace de 31 ans

grand bienfaiteur

des pauvres de sa paroisse

décédé le per février 1746

prie dieu pour son ame

agé de 70 ans

requiescat in pace »

Contre la façade méridionale est posée la dalle funéraire d'un autre curé de Corbais, natif du duché de Luxembourg et décédé en 1764 après avoir été curé de Corbais pendant 18 ans.